# Propolis

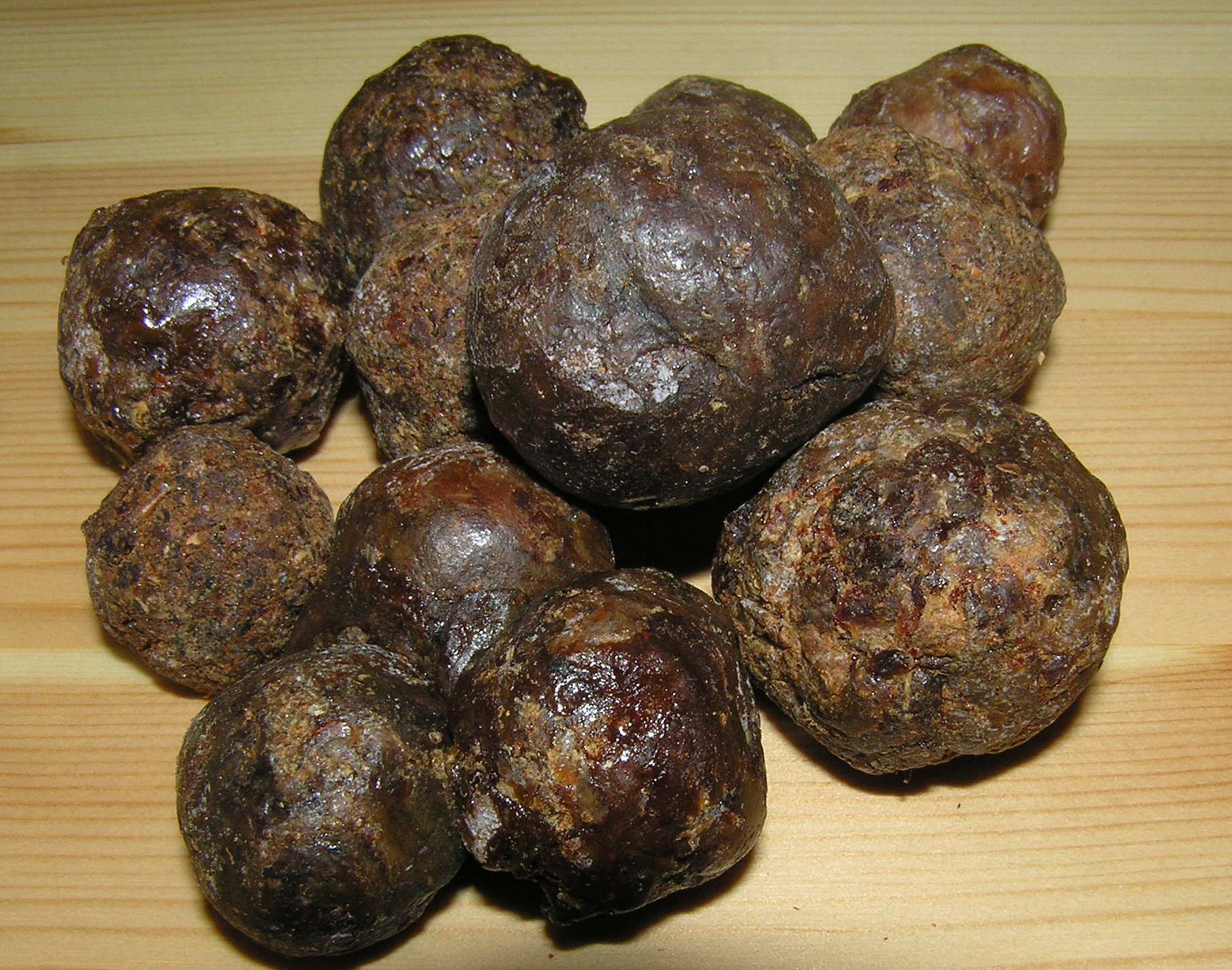
Propolis

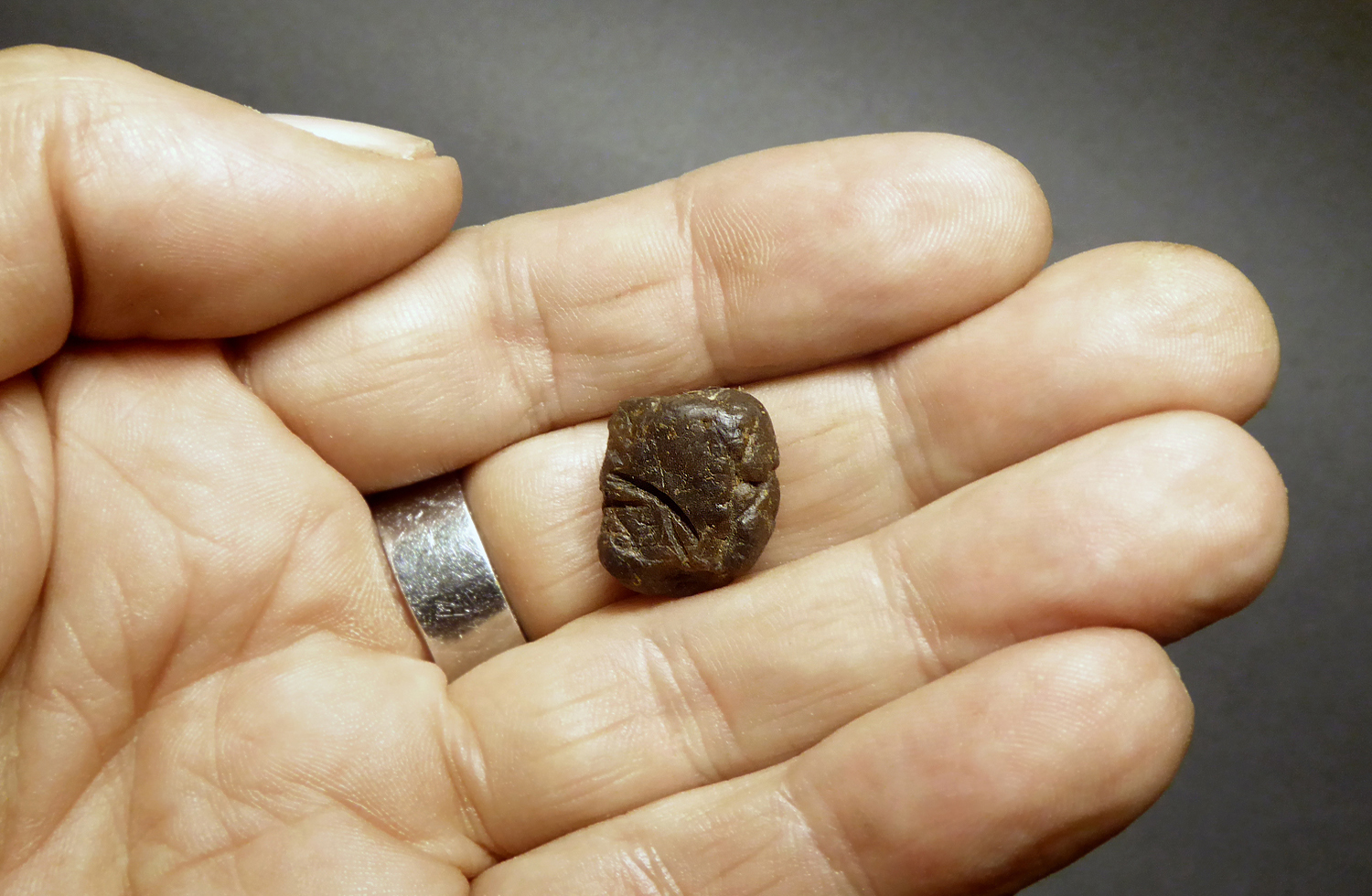
En bit Propolis.

Propolis, bikitt, kittvax, är en produkt från bin som de använder för att laga sitt bo, till exempel genom att fylla igen springor. 
Råvaran till biets produktion av propolis är kåda från barrträd och harts som finns utanpå knopparna hos vissa lövträd. Propolis anses ha hälsofrämjande egenskaper och äts därför av människan som hälsokost. De hälsobefrämjande egenskaperna består bland annat i en antibiotisk verkan, till exempel mot Staphylococcus aureus som bland mycket annat kan orsaka matförgiftning och hudinfektioner.
Propolis används i vissa stockoljor för gevärskolvar i trä samt även av gamla italienska fiolbyggare.